# Moälven (bogserbåt)
Moälven I var en bogserbåt som byggdes 1921 för Mo och Domsjö AB. Den användes för att bogsera timmer på Moälven fram till 1970-talet.
Bogserbåten beställdes av Mo och Domsjö AB i Alfredshem den 9 juni 1920 och byggdes och levererades av Jerfeds Mekaniska Verkstads Aktiebolag som Moälven år 1921. 
Den utrustades ursprungligen med en Augustendal tvåcylindrig råoljemotor på 30 Ehk, vilken byttes ut mot en Albin G-41 dieselmotor på 54 Ehk 1954, senare till en trecylindrig Bolinder-Munktell 350 Boxer traktormotor. 
Moälven I köptes från Mo och Domsjö AB på 1970-talet av Stig Westin i Järved som byggde om den till fritidsbåt. Den har som fritidsbåt haft namnen Carrimatt och Moälven II och heter idag Moälven.

## Bilder

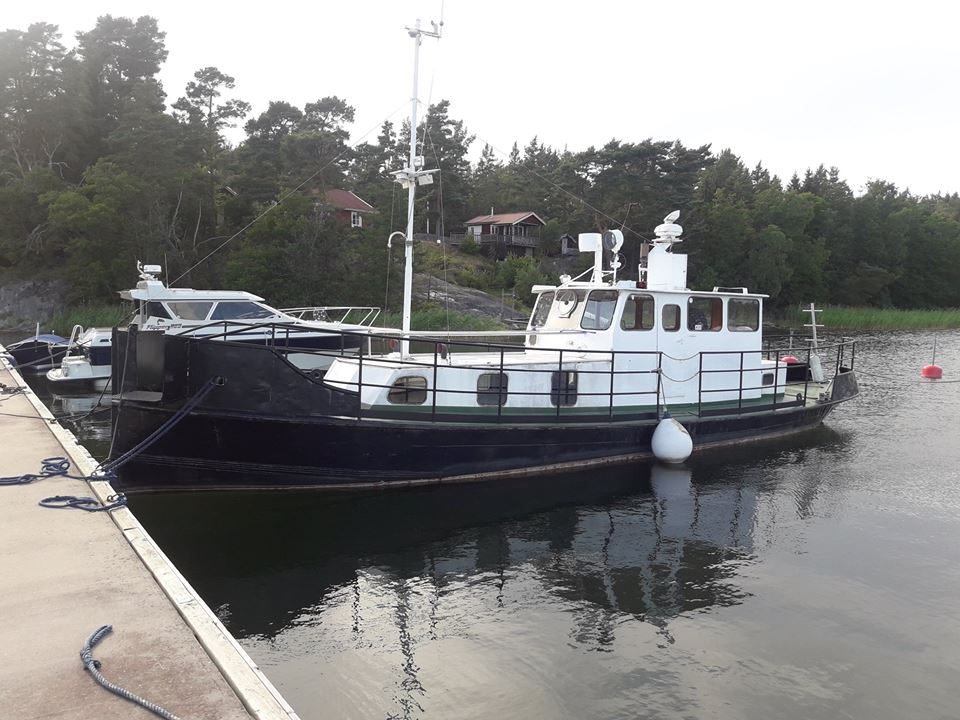
Båten 2017.
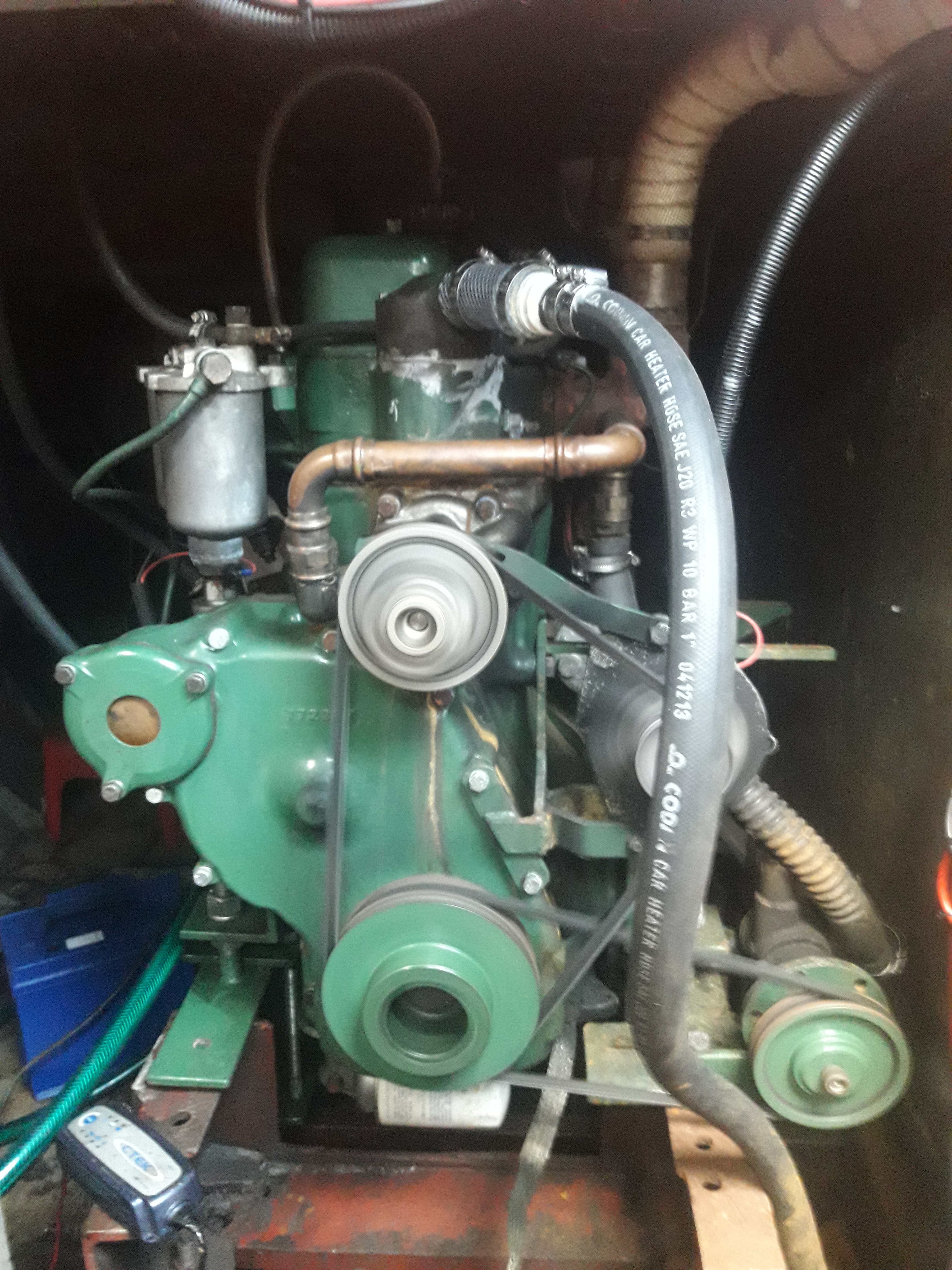
Motorn 2018.